# 岩石芭蕉螺
岩石芭蕉螺（学名：Siratus alabaster）为骨螺科岩芭蕉螺屬下的一个种。